# 闪击延安计划
闪击延安计划是指1943年6月间，蒋中正命令第八战区副司令长官胡宗南率领50万军队突袭延安的军事计划。后因熊向晖向中国共产党泄密，中共中央通知驻重庆的董必武向外界公开蒋的命令，作战计划最终作罢。

## 背景

### 国际共运
1943年6月10日，共产国际执委会关解散共产国际之建议获各国支部一致批准，是日宣布正式解散，并撤销执委会主席团、秘书处及国际管制委员会。

## 过程
第三国际的解散，使得蒋介石认为“此后对于国内共产党之方针与计划应加重研讨，是乃对内政策之重要时机”“一生最大之对象，如果能因此消除，此不仅为此次世界战争中最有价值之史实，且为我国民革命三民主义最大之胜利也”。时任國民政府軍事委員會委員長侍從室主管军事情报工作的第六组组长唐縱日记记载，5月27日下午，国民政府军委会召开党政军联席会议，“讨论第三国际解散后本党对中共之态度”。戴笠建议“利用第三国际解散时机，把握中共弱点，以达到政治解决为原则，惟在军事上仍须施极大压力，促其就范”。
此项军事计划由蒋介石审定，第八战区司令长官朱绍良向胡宗南下达。于是，胡宗南召集国军第九十军、暂编第二十五师、新编第三十七师师长以上人员于洛川县开会。6月18日，胡宗南在洛川军事会议上进行军事部署，预计于7月9日闪击延安，攻占陕甘宁边区。
原本中共对当时国共关系还抱乐观态度，7月2日中共中央发表《中共中央为抗战六周年纪念宣言》，向国民政府提出“加强作战”“加强团结”“改良政治”“发展生产”四项建议。1943年7月3日，毛泽东就近期胡宗南部在洛川等地修筑工事，要求周恩来等向胡探寻并商谈“军事冲突对抗战团结之利害”。7月3日当天，胡宗南机要秘书、中共特别党员熊向晖将闪击计划传到延安。当晚，中共获悉“胡已完成一切作战准备，听候手令即行进攻”。:449
7月6日，中央社发表新闻称：“西安各文化团体曾于第三国际解散后举行座谈会，讨论国际局势，并经决议联名电延安毛泽东先生，促其自觉，及时解散共黨组织，放弃边区割据。”是日，当局禁止重庆《新华日报》刊登《中共中央为抗战六周年纪念宣言》，并于当夜派军队包围报馆。:449-450。中共中央认为这是国民党“实行军事压迫、政治阴谋，企图解散中共、取消边区、取消八路军的反动行为”:451。
当时，中共方面驻守延安及周边地区仅三、四万人的部队。于是，中共中央决定公布己方获得的国军进攻陕甘宁和延安的电报、书面命令，以遏止国军的军事行动。7月4日，朱德致电胡宗南：:1136抗议“中央将乘共产国际解散机会，实行剿共”，强调“当此抗战艰虞之际，力谋团结，犹恐不及，若遂发动内战，必致兵连祸结，破坏抗战团结之大业，而使日寇坐收渔利，陷国家民族于危亡之境，并极大妨碍英、美、苏各盟邦之作战任务”，“已将河防大军向西调动，弹粮运输络绎于途，内战危机，有一触即发之势”。7月4日，中共中央急电董必武，要其将蒋介石调集兵力包围边区情况“向外传播，发动制止内战运动。特别通知英、美有关人员”，同时找军委会政治部长张治中、军令部次长刘斐交涉，并强调“愈快愈好”；7月6日，中共中央再次电示董必武“应将‘七一’纪念论文立即设法单印传播出去，又朱德同志致蒋、胡电亦应速即向外传布。”，呼吁团结，避免内战。7月5日，史迪威在日记中记载：近来有这样的谣传，红军被告知他们应该“合作”，否则蒋介石将于9月进攻他们。7月6日，朱德以第十八集团军总司令名义致电蒋介石、军政部长何应钦及军令部长徐永昌和陕甘宁边区周围驻军将领，指出自1943年5月以来周围友军不断向边区进犯，特别是6月18日胡宗南到洛川召开军事会议后，边区周围军事形势愈加严峻；强调内战发生对抗战的不利，对此“不敢不告”，还“敬乞明示方针，不胜屏营待命之至”:1137-1138。同时，在重庆的董必武将朱德电文交送美、英、苏等国驻华大使馆及新闻界。7月6日，张澜致信蒋介石，“分析党争之害，反对蒋介石以武力吞并异党”。7月8日、9日，董必武会晤章伯钧等指出：中共的态度第一步是竭力阻止内战爆发；第二步如万一胡宗南敢于冒险，地方军队如起而反对也是重要的；7月12日，董必武同黄炎培介绍7月7日晚胡宗南军队炮击陕甘宁边区的情况。7月12日晚，王芸生询问军令部长徐永昌，朱德等呼吁中央军勿向陕北进攻事，“是否中央军有此企图”。
7月6日，胡宗南致电蒋介石：考虑“委座原定闪击、偷袭，不料共党采取非正规手段，利用朱德电报大肆张扬。如仍按原计划进行，不但日军可能乘隙渡河，而且定会受到盟邦责难”，也“将给共党口实，损害委座声誉，美国可能转而支持共党”，因此“只能停止行动，恢复原态势”。7日，胡宗南部在前线已开始炮击关中。7月7日，中共中央在延安紧急召开政治局会议，指出国民党“企图利用德苏及日苏的紧张关系，估计日本会进攻苏联，利用共产国际解散机会”来实施反共行为，强调：过去两年采用不刺激国民党的“和国”方针“不适用了”，要“以宣传对付他们的反共宣传，以军事对付他们的军事进攻”。:4517月8日，延安《解放日报》刊发朱德致电胡宗南、蒋介石等的原文，同时揭露西北青年劳动营训导处处长张涤非及重庆中央社的相关活动：“西安特务机关所制造的‘民意’，和日本法西斯匪首东条及中国大汉奸汪精卫之主张如出一辙，均要求解散共产党，取消边区，毫无区别。一个堂堂当权政党之官方通讯社竟发出此种类似敌人与汉奸口吻之宣传，实属可怪之极”，向陕甘宁边区党政干部和民众正式公开了国民党反共宣传准备军事进攻的意图。7月8日中共中央书记处致电各中央局、中央分局，要求“应响应延安的宣传，在七月内先后动员当地舆论，并召集民众会议，通过要求国民政府制止内战、惩办挑拨内战分子之通电，发来新华总社，以便广播，造成压倒反动气焰之热潮，并援助陕甘宁边区之自卫战争”。7月9日下午，延安召开党政干部和群众大会，开始紧急动员。八路军总司令朱德发言呼吁民众要团结起来，共同制止内战；陕甘宁晋绥联防军司令员贺龙呼吁全国团结抗战，人如犯我坚决自卫；边区参议员李鼎铭强调国民党当前的反共就是反对三民主义，进攻边区就是破坏团结抗战；八路军留守兵团司令员萧劲光表示边区留守部队要时刻准备自卫，坚决打击进攻边区的人；刘少奇提醒边区军民接受皖南事变教训；日本共产党领袖冈野进表示中共有80万党员、几十万军队，有全国人民的拥护，有毛泽东同志的英明领导，这是不可战胜的力量；吴玉章强调“谁要想取消共产党，谁就要自取灭亡”；崔田夫号召整顿自卫军保卫家乡；劳动英雄吴满有号召边区农民拥护军队，打死来咬我们的疯狗；工人代表朱宝庭表示“别人要进攻边区，我们就要保卫自己”。延安中央印刷厂工人日夜赶印“呼吁团结制止内战的宣言、通电、口号标语等千万份宣传品”。7月10日下午，陇东分区在庆阳南大操场召开军民大会，向民众说明当前边区所面临的军事、政治双重危机。
7月9日，毛泽东致电在华北敌后的彭德怀，“拟实行前年春季所定计划，从五台、太行抽调十个大团（约两万人）西开应变”。
7月9日，蒋介石复电胡宗南“对陕北暂不动作”。此情报由熊向晖于7月10日发出，由此形成毛泽东致电董必武所提及“蒋介石在七月十日不得不电胡宗南改变进攻陕甘宁边区的决心”:456。
7月12日，毛泽东致电聂荣臻等，“从五台区调6个团，由吕正操率领西进至晋西北待命。不论蒋胡此次是否实行进攻，此6个团西调计划不变更”。
10月2日，董必武与王世杰会谈时，王一直在强调要“停止双方刺激”。10月5日，毛泽东发表《评国民党十一中全会和三届二次国民参政会》。10月5日，中共中央宣传部致电各中央局、中央分局：“《解放日报》从十月六日起，暂时停止登载揭露国民党的言论，以示缓和，看一看国民党是否有政治解决及缓和时局的趋向。十月六日起，新华总社及各地分社相互停发一切揭露国民党的稿件”，强调党内阶级教育“继续进行，绝不停止”:474。1943年10月14日西北局高级干部会议上，毛泽东指出，这次高干会“就是准备打仗的问题。我们反对破裂，反对内战，但投降派煽起破裂，就要有办法对付”。:475-476

## 后果
1943年10月21日，虽国共关系有所缓和，毛泽东仍“决由冀鲁豫边区调三个大团”到达陕北，“年底补充准备完毕，明年二月底到达陕北绥德待命”，并强调“无论情况如何变化，此计划决不改变”。:477
1943年12月12日，蒋介石电告胡宗南“抽调一军赴渝，并令缓和陕北形势”，胡宗南则决定“于明年一月将邠州方面之第八、第七八师抽调后方整训”，解除数月之久的内战危机。
1944年1月10日，毛泽东主持中共中央书记处会议，提出“除非国民党下决心跟我们破裂，否则我们不应与它破裂”。1月18日，中共中央书记处致电各中央局、中央分局，要求各部队“对于国民党军队，我军谨守防地，不得发生由我启衅之任何事件”。:491-492